# Genetika v psihologiji dela in organizacije
Genetika v psihologiji dela in organizacije je področje, ki se ukvarja z raziskovanjem in pojasnjevanjem genetskih vplivov na vedenje in značilnosti posameznika v okviru delovnega okolja. Na področju psihologije dela in organizacije je razumevanje genetske vloge napredovalo v zelo počasnem tempu, vseeno pa postaja splošno sprejeto dejstvo, da imajo osebnostne poteze in vedenja, ki so pomembna v delovnem okolju, značilno pomembno genetsko komponento. 

## Metodologija
Obstaja več raziskovalnih modelov, ki se uporabljajo pri določanju genetskih vplivov na vedenje. Večina raziskovalcev se odloči za študije dvojčkov, pri čemer preučujejo razlike in podobnosti med enojajčnimi ali dvojajčnimi dvojčki. Ker si enojajčni dvojčki delijo 100 % genov, dvojajčni pa 50 %, večja podobnost med enojajčnimi dvojčki nakazuje na genetski vpliv. Ta model predpostavlja, da si v zgodnjih razvojnih obdobjih oba tipa dvojčkov delita enako okolje in posledično doživljata enake okolje vplive: socio-ekonomski status, število knjig v gospodinjstvu, enako obravnavanje s strani staršev, zato ti dejavniki naj ne bi povzročali razlik med enojajčnimi dvojčki. Bolj sofisticirani statistični postopki pa omogočajo razbiranje  deleža variance, ki ga je mogoče pripisati genetskim in deleža variance, ki ga lahko pripišemo deljenim in nedeljenim okoljskim dejavnikom. 
Drug raziskovalni model, ki se redkeje kot prvi, pa preučuje enojajčne dvojčke, ki so bili ločeni ob rojstvu in vzgojeni v različnih okoljih. Vsaka podobnost med njimi je torej posledica genetskega vpliva. Raziskovalci uporabljajo tudi posvojitvene študije, kjer se ugotavljajo podobnosti, ki jih ima otrok s svojimi biološkimi starši (vpliv genetike) in s krušnimi starši (vpliv okolja). Ugotovitve teh študij običajno poročajo v obliki koeficienta hereditabilnosti v razponu od 0,00 (nič variance ne moremo pojasniti z gentskimi vplivi) do 1,00 (100 % variance lahko pojasnimo z gentskimi vplivi).

## Značilnosti
Splošne kognitivne sposobnosti (GCA – general cognitive ability) imajo v različnih raziskavah različne koeficiente hereditabilnosti. V pregledu, ki povzema celotno literaturo s področja genetike in IQ, Bouchard ocenjuje, da je splošen koeficient hereditabilnosti znaša med 0,60 in 0.80, drugi avtorji pa ga ocenjujejo na 0,50 ali manj. Vseeno so znanstveniki prišli do konsenza, da so kognitivne sposobnosti v določeni meri dedne.
Na področju osebnosti so bile izvedene številne raziskave, ker pa je splošno sprejeto dejstvo v strokovni literaturi, da 5-faktorski model osebnosti primerno opisuje človekovo osebnost, so se v nadaljnjih raziskavah osredotočali predvsem nanj. Raziskave so pokazale, da je tudi stabilnost osebnostne strukture v veliki meri dedna in da je večina vedenjskih potez, ki prispevajo k edinstveni in prepoznavni karakteristiki posameznika, pod bistvenimi vplivi genetskih dejavnikov. Dobili so metaanalitične koeficiente hereditabilnosti za vseh pet osebnostnih lastnosti in znašajo 0,41 za čustveno stabilnost; 0,49 za ekstravertnost; 0,45 za odprtost; 0,35 za prijetnost in 0,38 za vestnost.

## Čustvovanje
Afekt je skupen izraz, ki vključuje tako kratkotrajna čustva kot dolgotrajnejša razpoloženja. Pozitivno čustvovanje in negativno čustvovanje sta dva pola istega konstrukta, ki vplivata na posameznikovo doživljanje določenih čustev, čustvenih odzivov ali razpoloženj. Te predizpozicije predstavljajo medosebne razlike v temperamentu in bio-vedenjskem sistemu, ki regulira nagrajevalni sistem v možganih. Dva od petih konstruktov 5-faktorskega modela, nevroticizem in ekstravertnost, že dolgo povezujejo s področjem afektivnosti in sta nesporno pod vplivom dednosti. Enako drži za pozitivno in negativno čustvovanje, pri čemer koeficienta hereditabilnosti znašata 0,50 in 0,44. Nadaljnje raziskave so dokazale, da je tudi doslednost oz. stabilnost čustvovanja pod vplivom dednosti. 

## Zadovoljstvo pri delu
Eno izmed najzgodnejših področij raziskovanja v okviru genetskih študij organizacijskega vedenja je zadovoljstvo pri delu. Študije enojajčnih dvojčkov, posvojenih v različne družine, so nakazale znantno genetsko komponento. Natančneje, ugotovili so, da genetski dejavniki pojasnijo okoli 30% variance (h2 = 0,30) zadovoljstva pri delu. Raziskave, opravljene leta 1994 so dale popolnoma nasprotne rezultate, saj niso dobili nikakršnih statistično značilnih rezultatov, ki bi potrjevali tolikšno dednost. Možna pojasnila za tolikšno diskrepanco vključujejo razmejevanje zadovoljstva pri delu na ekstrinzično in intrinzično, pri čemer naj bi genetski dejavniki vplivali samo na slednje. 

## Vrednote in interesi
Na področju raziskovanja vrednot so za osrednjo teorijo vzeli Lockovo teorijo vrednosti zaznave zadovoljstva pri delu, ki slednje opredeljuje kot funkcijo tistega, kar si posameznik želi od delovnega mesta in  tistega, kar po lastni zaznavi prejme od delovnega mesta.  Potrdili so hipotezo, da so delovne vrednote delno pod vplivom genetike. Povprečen koeficient hereditabilnosti je znašal 0,38 preko vseh šestih vrednostnih konstruktov; dosežek, udobje, status, altruizem, varnost in samostojnost. Pod vplivom dednosti je tudi način, na katerega posameznik ocenjuje delovno vzdušje v organizaciji. Oba konstrukta vzdušja (podporno in iritabilno) sta po rezultatih raziskav do določene mere dedna. Posameznik, ki ima visok dosežek na lestvici pozitivnega razpoloženja, ima predispozicije, da bo kot tako ocenjeval tudi svoje delovno okolje. Z evolucijskega vidika je to stranski produkt drugih dednih konstruktov, ki so v tem primeru prilagoditvena vedenja. 
Podobno so odkrili tudi pri poklicnih interesih, kjer so genetske raziskave enojajčnih in dvojajčnih dvojčkov dokazale, da lahko z dednostjo pojasnimo več kot polovico variance. Vpliv je višji pri bolj abstraktnih konstruktih (npr. naravoslovje), kjer znaša celo 0,53, v primerjavi s spremenljivkami na bolj konkretni ravni (npr. medicina), kjer se koeficienti hereditabilnosti gibajo okoli 0,32.

## Vedenja
Teorija prilagoditve dela predpostavlja, da ima ujemanje posameznika z delovnim mestom vpliv na zadovoljstvo pri delu in posledično na verjetnost, da bo posameznik zamenjal delovno mesto. Raziskovalci so z genetskimi vplivi pojasnili 26% variance v medosebnih razlikah na področju spreminjanja karierne poti.
Področje vodstva je eno izmed najbolj raziskanih in tudi najbolj polemičnih, saj se znanstveniki dolgo niso mogli zediniti glede genotipskih in okoljskih dejavnikov na razvoj vodstvenih lastnosti. Sprva so mislili, da dotične lastnosti izvirajo iz posameznika, vendar so se ti izsledki izkazali za nedosledne. Metaanalize zadnjega časa pa so pokazale, da osebnostne poteze 5-faktorskega modela visoko korelirajo s sposobnostjo vodenja (r=0,48). Ker so konstrukti 5-faktorskega modela dokazano pod vplivom dednosti, je logična predpostavka, da so tudi vodstvene lastnosti, vendar do kolikšne mere?  To so dokazali s študijo, ki se je razlikovala od tipičnih biometričnih raziskav, namenjenih razčlenjevanju variance na merjenih vedenjskih konstruktih. Arvey, Zhang, Rotundo in Mcgue (2004) so preučevali, ali zgodnje izražena vodstvena vedenja, ki so jih posamezniki pokazali že za časa gimnazijskega šolanja, napovedujejo vodstvena vedenja tudi v kasnejših razvojnih obdobjih. Ugotovili so, da so posamezniki, ki so zgodaj začeli prevzemati vlogo vodje, ohranili vodstvene lastnosti tudi na delovnem mestu. 
Na kratko, geni niso neposredno odgovorni za stališča ali vedenja, so pa podlaga nevropsiholoških sistemov, ki regulirajo prilagoditvena vedenja. Ti sistemi so povezani z osebnostjo, ki je podlaga medosebnih odnosov in obnašanja. 
Obstajajo tudi dokazi, ki povezujejo osebnostne sisteme z določenimi možganskimi področji in kazalci nevrobiološke aktivnosti, na kar sklepamo preko gostote dopaminskih receptorjev. Rothbard, Ahardi in Evans trdijo, da so razlike v temperamentu ključne za razumevanje človekove osebnosti. V nadaljnjih raziskavah so dobili nepričakovane majhne povezave velikih pet osebnostnih lastnosti z zadovoljstvom pri delu, saj z genetskimi vplivi lahko razložimo le 24% variabilnosti. Po izločitvi drugih dejavnikov, na katere ima genetika prav tako vpliv, to so npr. fizična privlačnost, višina, itd., so avtorji izračunali koeficient hereditabilnosti za vodstvena vedenja, ki znaša hp2=0,17. Čeprav se to ne zdi veliko, je pravzaprav impresivno, da lahko z genetskimi predizpocijiami pojasnimo 17% medindividualnih razlik na področju vodenja. 
Hernstein in Murray  sta oblikovala raziskovalni model za napovedovanje zaslužka in socialnega prestiža, pri čemer je bil mediacijski konstrukt IQ. Polemika je podobna kot pri vseh raziskavah, katerih zaključki so velika socialnega pomena. Zastrašujoče je dejstvo, da se morda konstrukti, pomembni za uspeh v življenju, kulturno prenašajo znotraj populacije. Gensko-kulturna koevolucijska teorija ponuja elegantno razlago za to, kako se genetika in kultura prepleta in ustvarjata kompleksnost človeškega življenja. Kulturna evolucija poteka po Lamarckovih principih in se odvija zelo hitro, biološka evolucija pa je darwinistična in poteka zelo počasi. Implicitna predpostavka omenjene teorije je, da kultura spodbuja in krepi optimalne vzorce socialnega vedenja in na takšen način vzpostavlja povezavo z genetiko. 
Pomembno je omeniti, da posredniški konstrukti, med katere spada tudi velikih pet osebnostnih lastnosti niso neposreden odraz razlik v čustvenih, vedenjskih in kognitivnih tendencah. Obstoj medosebnih razlik sam po sebi ne pojasnjuje, zakaj se te razlike pojavljajo, čeprav so v določeni meri prisotne že ob rojstvu. Cloninger opredeli temperament kot dinamično organizacijo psihobioloških sistemov, ki urejajo odzivanje na čustvene dražljaje. Ugotovili so tudi, da so širši in abstraktnejši konstrukti, kot sta pozitivno in negativno čustvovanje, pomembnejši mediator genetskih vplivov na vedenja, v primerjavi z bolj specifičnimi konstrukti. 

## Splošne omejitve
Ugotovitve vedenjskih raziskav imajo velike implikacije za preučevanje organizacijskega vedenja. Dedni konstrukti, kot so inteligentnost, osebnost in temperament so ključnega vedenja pri raziskovanju vedenja v organizacijah in usmerjajo relativen prispevek genotipskih in okoljskih dejavnikov. Različne kombinacije obojih se kažejo kot vir medosebnih razlik pri vedenjskih konstruktih, kot so npr. prostovoljstvo in delovna uspešnost. Razumevanje genetske podlage človeškega vedenja prispeva k boljšemu razumevanju odzivanja zaposlenih, njihovega dojemanja delovnega mesta in sprejemanja kariernih odločitev. Boljše poznavanje naštetega pa bi morda lahko pripomoglo k oblikovanju organizacij, ki so bolj v sožitju s človeško naravo.
Kot navedeno, posamezni geni nimajo neposrednega vpliva na človeško obnašanje, saj je slednje posledica kompleksnega vzorca multiplih genskih sistemov. Čeprav so bile študije uspešne v identifikaciji konstruktov, povezanih s kompleksnimi motnjami, kot je npr. shizofrenija, področje še vedno ostaja relativno neraziskano. S prihodnostjo pa bo večje razumevanje tega področja prinaša nove odgovornosti. Zaradi možnosti globokih socialnih posledic na novo pridobljenega znanja o genomskem ustroju, organizacija Human Genome Project (HGP) nameni 3-5% celotnega proračuna ugotavljanju potencialnih posledic na moderno družbo. Družbene posledice znanstvenega napredka v genomiki so posebej pomembne za področje dela in organizacije, saj v prihodnje utegnejo izbirati kandidate na podlagi njihovih genetskih informacij. Da bi preprečili neetično uporabo genetskih informacij, je z letom 2003 večina držav ZDA sprejela zakon o genetski nediskriminaciji.  